# Roma 40
Roma 40 è un datum geodetico che definisce il sistema geodetico dell'Italia, riferito ai dati astronomici del 1940. Ha sostituito il precedente sistema precedentemente adottato dalla cartografia ufficiale italiana, che si basava sull’ellissoide di Bessel del 1841.
L'ellissoide associato a questo sistema di riferimento è l'ellissoide internazionale di Hayford del 1909, descritto dai seguenti parametri geodetici:
- semiasse a: 6378388 m
- semiasse b: 6356911 m
- eccentricità e²: 6,722670022×10−3
- schiacciamento: {\displaystyle f=(a-b)/a=1/297}[2]

Il meridiano fondamentale è quello di Roma Monte Mario. Per riferire le longitudini di un qualsiasi punto appartenente all'ellissoide al meridiano di Greenwich va sommata algebricamente alla sua longitudine quella di Monte Mario che è pari a 12°27'08,400". L'azimut è stato misurato orientandosi a Monte Soratte pari a 6°35'00,88''.
La rete geodetica associata è quella dell'IGM distinta in I, II, III, IV ordine. Assieme al piano Gauss-Boaga, Roma 40 viene adottato per la cartografia nazionale e regionale e per la cartografia catastale di alcune province.